# Гмыза, Игорь Геннадьевич
И́горь Генна́дьевич Гмыза (бел. Iгар Генадзьевіч Гмыза; род. 12 января 1965, Минск) — российский актёр, диктор, педагог, радио- и телеведущий.

## Биография
Родился 12 января 1965 года в Минске. Мать работала телефонисткой, отец — токарем.
В 1986 году окончил актёрский факультет Театрального училища им. Щепкина (мастерская Михаила Царёва). Служил в рядах Советской армии в инженерных, затем — в военно-топографических войсках. Недолгое время был актёром «Театра-студии на Спартаковской площади» (ныне — «Модернъ»).
На радио с 1990 года. Начинал работать диктором Всесоюзного радио. Был автором и ведущим популярной в годы перестройки программы «Обзор прессы» на радиоканале «Собеседник». В 1991 году также вёл телепередачу «Детский час» с уроками немецкого языка.
В 1993 году пришёл в информационную службу «Радио России».
В 1995 году, после создания телеканала ОРТ, получил приглашение стать ведущим информационных программ. В 1995—1996 годах вёл новостную программу «ИТА Новости», с марта 1996 по август 1998 года — программу «Время», чередуясь с Ариной Шараповой. Затем вернулся в «Новости», где проработал до весны 2004 года: сначала вёл дневные и вечерние выпуски, ближе к концу работы перешёл на утренние эфиры.
Через несколько месяцев после ухода с телевидения, осенью 2004 года, получил приглашение в Администрацию Тверской области на должность советника и пресс-секретаря губернатора. Через год, осенью 2005 года, покинул государственную службу и вернулся на радио.
С декабря 2005 года по 2006 год был автором и ведущим программы «Мужской разговор» на радио «Маяк».
С января 2006 по июль 2016 года — политический обозреватель «Радио России», ведущий ежедневного интерактивного ток-шоу «Особое мнение».
В 2013—2016 годах преподавал в школе телевидения Ольги Спиркиной «Останкино ТВ». В настоящее время — преподаватель Высшей школы телевидения МГУ имени М. В. Ломоносова. Также ведёт авторский интернет-курс речевой грамотности.

## Семья
Женат, сын Никита (р. 1996), окончил РАНХиГС по специальности «журналистика», работал корреспондентом и ведущим телеканала «Москва 24». Сейчас — ведущий утренних новостей телеканала РБК.